# Ben Reilly
Ben Reilly, ook bekend als de Scarlet Spider en de tweede Spider-Man, is een personage uit de strips van Marvel Comics. Hij is een kloon van de Peter Parker, alias de superheld Spider-Man. Hij verscheen voor het eerst in The Amazing Spider-Man #149 (oktober 1975).

## Biografie

### Creatie
Het wezen dat zichzelf later Ben Reilly zou gaan noemen is de tweede succesvolle kloon gemaakt door de Jackal (de eerste was een kloon van Gwen Stacy), en de eerste succesvolle kloon van Spider-Man (de vorige, Kaine, was gestoord). De kloon bezat alle herinneringen van Peter Parker en was daarom van mening de echte Peter Parker te zijn. Nadat Peter werd gevangen door Jackal, kwamen hij en de kloon elkaar tegen (beide in Spider-Man kostuum). Er ontstond een kort gevecht, maar uiteindelijk werkten de twee samen om de Gwen Stacy kloon te redden. Tijdens dit gevecht leek de kloon om te komen.

### Ben Reilly
De kloon overleefde echter. Hij nam de naam "Ben Reilly" aan, vernoemd naar “zijn” oom en tante tante May en oom Ben. Vervolgens verliet hij New York, zwaar depressief. Hij ontmoette Seward Trainer, een wetenschapper die in het geheim werd gechanteerd door de Green Goblin om Ben in de gaten te houden. Trainer hielp Ben zijn leven weer op de rails te krijgen. Gedurende dezelfde tijd werd Ben opgejaagd door de eerste Spider-Man kloon Kaine, aangezien Kaine dacht dat Ben de echte Spider-Man was.
Drie jaar na zijn creatie kreeg Ben een baan in Salt Lake City als een research assistent. Hier raakte hij ook betrokken bij het gevecht tegen een criminele bende. Toen Kaine, die omdat hij een kloon was dezelfde vingerafdrukken had als Peter en Ben, een corrupte politieagent vermoordde, werd Ben Reilly als de schuldige aangewezen. Ben werd gedwongen te vluchten.

### Scarlet Spider
Twee jaar later ontdekte Ben dat May Parker stervende was door een beroerte, dus keerde hij terug naar New York. Daar ontmoette hij Peter weer, en de twee werkten een tijdje samen. Ben nam zelf het alter-ego van de Scarlet Spider aan. Hij nam zich als Scarlet Spider voor om Venom uit te schakelen. Hij slaagde hierin door Eddie Brock en de symbioot van elkaar te scheiden.
Scarlet Spider was korte tijd lid van de New Warriors. Toen Peter Parker werd gearresteerd voor de moorden gepleegd door Kaine, nam Ben zijn plaats in zodat Peter de ware dader kon opsporen.
Ben werd uiteindelijk gedwongen zijn Scarlet Spider identiteit op te geven na betrokken te zijn geraakt bij een oorlog tussen Lady Octopus en Alistair Smythe, waarbij een holografische kwaadaardige versie van Scarlet Spider Bens reputatie om zeep hielp.

### Spider-Man
Na een tijdje werd Ben op Peter Parkers verzoek de nieuwe Spider-Man. Dit omdat Peter meer tijd wilde doorbrengen met Mary Jane Watson om hun nog ongeboren kind op te voeden. Tegelijkertijd werden beide mannen misleid door Seward Trainer (die nog steeds voor Norman Osborn, de Green Goblin, werkte) waardoor ze van mening waren dat Ben Reilly het origineel was en Peter Parker de kloon. Ben, als Spider-Man, bevocht een jaar lang zowel oude als nieuwe vijanden. Hij werd een tijdje bezeten door de Carnage symbioot en veranderde zo in Spider-Carnage, maar wist zich uiteindelijk van de symbioot te ontdoen.
Al snel werd duidelijk dat er een samenzwering gaande was. Het skelet van een Spider-Man kloon werd gevonden in een schoorsteen op de plaats waar Ben en Peter hun eerste gevecht hadden. Seward Trainer verdween, Bens bank account werd bevroren en zijn bezittingen uit zijn appartement gestolen. In het zesdelige verhaal Blood Brothers werd onthuld dat de Hobgoblin achter veel van deze gebeurtenissen zat, op bevel van de mysterieuze Gaunt en de Multiplex compagnie. Weer later bleek de originele Green Goblin het meesterbrein achter alles te zijn.
Uiteindelijk stierf Ben toen hij de originele Spider-Man redde van de Green Goblin in Peter Parker: Spider-Man #75 (december 1996). Hij onderschepte de Goblin Glider toen die op Peter afvloog, waardoor de Glider Bens ruggengraat brak. Terwijl hij stierf vertelde Ben Peter dat, kloon of origineel, hij nu Spider-Man was. Na zijn dood verging Bens lichaam razendsnel, waardoor eens en voor altijd werd bewezen dat Ben de kloon was en Peter het origineel. Dit offer, gecombineerd met het feit dat zijn kind dood was geboren, leidde ertoe dat Peter weer Spider-Man werd.
Tijdens de Civil War verhaallijn gebruikte Peter het pseudoniem Ben Reilly.

## Ultimate Ben Reilly
In de Ultimate Marvel strips verscheen Ben Reilly in Ultimate Spider-Man als een Afro-Amerikaanse labassistent op de Empire State Universiteit. Hij werkte samen met Curt Conners. Deze Ben Reilly is duidelijk geen kloon van Peter Parker. Hij was betrokken bij de creatie van Ultimate Carnage door DNA van Curt Connors met dat van Spider-Man te combineren, en dit te mengen met ingrediënten van “het pak” (beter bekend als Venom).

## Ben Reilly in andere media
- Ben Reilly verscheen in de animatiefilm Spider-Man: Across the Spider-Verse (2023). Hierin is hij een van de Spider-Men die samen werkt met Miguel O'Hara / Spider-Man 2099 om Miles Morales op te sporen. Ben Reilly wordt hierin ingesproken door Andy Samberg.
- Ben Reilly verscheen in de laatste twee afleveringen van Spider-Man: The Animated Series. In de verhaallijn "The Spider Wars" ontmoet Spider-Man andere versies van zichzelf uit verschillende parallelle werelden. Een van deze versies is Ben Reilly in zijn Scarlet Spider kostuum. In zijn wereld was hij een kloon van Peter Parker, gemaakt door Miles Warren. De Peter Parker uit zijn wereld is door de Carnage Symbioot veranderd in Spider-Carnage, en nu de vijand die gestopt moet worden. Er zijn echter tekenen dat het mogelijk is dat Ben Reilly het origineel is en Peter Parker de kloon.
- Ben Reilly verscheen in de computerspellen Spider-Man en Marvel: Ultimate Alliance. In beide is zijn Scarlet Spider kostuum een alternatief kostuum voor Spider-Man.